# 製造物責任法
製造物責任法（せいぞうぶつせきにんほう、平成6年7月1日法律第85号）は、製造物の欠陥により損害が生じた場合の製造業者等の損害賠償責任について定めた法規のことをいうが、形式的意義においては、上述の損害賠償責任に関する日本の法律である。製造物責任という用語に相当する英語の（product liability）から、PL法と呼ばれることがある。
1995年7月1日施行。

## 製造物責任の意義
損害賠償責任を追及する場合、民法の不法行為法における一般原則によれば、要件の一つとして加害者に故意・過失があったことにつき被害者側が証明責任を負う。つまり民法で損害賠償を請求する際には、被告の過失を原告が立証する必要がある。しかし多くは、過失の証明が困難であるために損害賠償を得ることが不可能になる場合があるとの問題意識から、同法で製造業者の過失（主観的要件）を要件とせず、製造物に欠陥（客観的要件）があったことを要件とすることにより、損害賠償責任を追及しやすくした。このことに製造物責任の意義がある。
無過失責任としての製造物責任に関する扱いとしては、まず、1960年代初めのアメリカで、fault（過失）を要件としない strict liability（厳格責任）の一類型として判例で確立された。また、ヨーロッパでは製造物責任の扱いについて各国でかなりの差異があったが、その均一化を図る必要があるとして、1985年に当時のEC閣僚理事会において製造物責任に関する法律の統一に関する指令が採択され、その指令に基づき各国で製造物責任に関する立法が導入された。
日本では、本法が制定される前は、民法が過失責任の原則を前提に、過失の高度化（製造業者に高度の注意義務を課す）、抽象化（注意義務の内容を抽象化）、客観化（企業の過失を問う）により不法行為責任を認めることにより被害者の救済を図ってきた。昭和50年の私法学会における要綱試案（我妻試案）、数次にわたる国民生活審議会の報告（昭和51年、56年）、消費者運動の高まりにより、製造物責任の導入を求める声が次第に強くなったものの、米国のような訴訟社会につながるものとして、産業界に反対が強かった。しかし、EC指令を受けて、欧州諸国をはじめ世界各国に立法が広がり、米国においてもいわゆるリステートメントの形で判例法理が成熟し、日本にも紹介される中で、立法の気運が高まり、国民生活審議会、産業構造審議会、法制審議会など関係省庁の検討が進んだことから、本法が1994年に制定された。

## 構成
- 第1条（目的）
- 第2条（定義）
- 第3条（製造物責任）
- 第4条（免責事由）
- 第5条（期間の制限）
- 第6条（民法の適用）

## 責任の概要
製造業者等は、引き渡した「製造物」の欠陥により他人の生命、身体又は財産を侵害したときは、これによって生じた損害賠償をする責めに任ずる。ただし、欠陥の存在、欠陥と損害との間の因果関係については、被害者側に証明責任があるものとされており、加害者側である製造者等に証明責任を転換する立法はされていないことに注意が必要である。
立法の直前には、「欠陥があることが証明できれば過失を認定できる」のが通常であることや、欠陥の有無に関する判断基準は「過失の有無に関する判断基準」と重なることが多いとして、過失と欠陥がどれだけ質的に異なるかにつき、疑問を呈する見解も示された。立法の意義に関する疑問を呈した形となったが、そのことが逆に産業界の抵抗を弱め、立法につながった。
なお、損害が当該製造物についてのみ生じた場合（生命、身体又は財産のいわゆる拡大損害がない場合）は本法の対象にはならず、民法の適用（瑕疵担保や債務不履行責任）にゆだねる。

## 民法との関係
製造物責任法は、製造物の欠陥に起因する損害賠償請求に関して、民法の不法行為責任の要件を一部修正したものである。責任要件を「過失」から「欠陥」に修正しているが、損害賠償の他の要件は変更していない（6条）。つまり、次のとおりである。
- 因果関係　民法416条の相当因果関係の考えが類推適用される。したがって、特別損害は、予見可能な場合のみ損害賠償の範囲に含まれることになる。
- 過失相殺　被害者に過失があれば過失相殺されることがある（民法722条2項）。
- 共同不法行為責任　複数の責任主体が存在する場合には、相互に連帯債務を負う（民法719条）。
- 慰謝料　精神的損害に対しては慰謝料が発生する（民法710条）。
- 金銭賠償　損害賠償の方法は金銭賠償を原則とする（民法722条1項・417条）。

## 製造物
本法にいう製造物は、「製造又は加工された動産」と定義される（2条1項）
したがって、サービス、不動産、未加工の動産は定義上含まれない（もっとも、「加工」概念は広く解釈される必要があると解されている。）ので、これらに欠陥があっても本法の対象にはならない。無体物も動産ではないためコンピュータ・プログラムそれ自体は本法の対象にはならないが、欠陥があるプログラムを組み込んだハードウェアの使用により損害を被った場合は、動産たるハードウェアに欠陥があるものとして本法の対象になるため、他社製ソフトウェアのプレインストールを行う場合はソフトウェアベンダーとのサービス水準合意の締結を行い、リスクの一部を移転するなどのリスクマネジメントが必要となる。また、元々無保証とされているオープンソースソフトウェアを組み込んだハードウェアを製造販売する際にはより一層の注意が必要である。不動産も対象ではないが、不動産の欠陥が動産の欠陥によって生じていて，しかもそれが動産として引き渡された時に存在し，その欠陥と当該損害が相当因果関係がある場合には，当該動産の製造業者等は製造物責任を負う（例、プレハブ住宅の建築資材に欠陥があった場合）
「製造」とは、原材料に手を加えて新たな物品を作り出すこと、「加工」とは、動産を材料としてこれに工作を加え，その本質は保持させつつ　新しい属性を付加し，価値を加えること（農産物加工品の生産，飲食店での調理など）である。
なお医師、歯科医師の処方行為、薬剤師の調剤行為は個人を対象としているため本法における製造行為には当たらない。
| 製造・加工に当たるもの                                                      |                                                 |
| 方法                                                                        | 例                                              |
| 加熱（煎る，煮る，焼く） 味付け（調味，塩漬け，燻製） 粉挽き 搾汁 熟成 発酵 | 牛乳 小麦粉 砂糖 菓子 ジュース ハム・ソーセージ |
| 製造・加工に当たらないもの（未加工）                                        |                                                 |
| 方法                                                                        | 例                                              |
| 単なる切断 冷凍 冷蔵 乾燥                                                   | 生乳 鶏卵 冷凍・冷蔵した肉・魚                  |

## 欠陥
本法にいう欠陥は、「当該製造物の特性、その通常予見される使用形態、その製造業者等が当該製造物を引き渡した時期その他の当該製造物に係る事情を考慮して、当該製造物が通常有すべき安全性を欠いていること」と定義されている（2条2項）。製造物が通常有すべき安全性を欠くことを示す概念であり、その内容は、個々の製造物、事案によって異なるものであり、当該製造物に係る諸事情を総合的に考慮して判断される。
米国の判例を参考に、一般的に以下に分類されるが、具体の欠陥がどのタイプの欠陥であるかを主張・立証する必要はない。
製造上の欠陥
製造物が設計や仕様どおりに製造されなかったために安全性を欠いた場合。アウスライサー。このタイプの欠陥の発生を根絶することは困難であるとの認識が、無過失の製造物責任の必要性を促した
設計上の欠陥
設計自体に問題があるために安全性を欠いた場合。大量被害の発生につながる。過失責任の場合と差は小さい。
指示・警告上の欠陥
製造物から除くことが不可能な危険がある場合に、その危険に関する適切な情報を与えなかった場合。取扱説明書の記述に不備がある場合などが該当する。
上述のとおり、欠陥の存在は被害者側に証明責任があるが、どの部位、部品に原因があったまでは特定する必要はないと理解されている。また、製造物を通常の用法に従って適正に使用したことによって損害が発生した場合は、被害者たる原告としては、適正に使用すれば通常は損害が生じないようなものであることを証明すれば足りる。

## 製造業者等
本法でいう製造業者等は以下に該当する者である（2条3項）。
製造業者
製造物を業として製造、加工又は輸入した者。販売業者である輸入業者も国内市場に流通させる源泉供給者であることから含まれることに注意が必要である。
表示製造業者
製造業者又は輸入業者ではないが、製造業者又は輸入業者として製造物にその氏名等の表示をした者又は製造業者と誤認させる氏名等の表示をした者
（例　製造元〇〇商会、輸入元△△株式会社、××食品）
実質的製造業者
製造物にその実質的な製造業者と認めることができる氏名等の表示をした者
（キノホルム、クロロキンによる被害において、「販売（元）武田薬品工業」との表示により不法行為責任を認めた裁判例を参考にしたもの。世界でも類例のない責任主体。）

## 免責事由
製造業者等は、製造物に欠陥があるとされた場合でも、以下のいずれかを証明したときには免責される（4条）。
開発危険の抗弁
製造物をその製造業者等が引き渡した時に入手可能な最高水準の科学・技術の知見によっては、欠陥があることを認識できなかった場合（社会通念に照らして客観的に判断される）。このような場合に免責されないと研究・開発及び技術開発が阻害されるとの考慮から、免責事由として採用された。また、抗弁として明示することで、高度な科学技術知識に係る予見可能性に関する証明責任が被害者ではなく（「欠陥」要件から除外）、製造業者等に帰着することが明らかにしたという意義がある。
部品・原材料製造業者の抗弁
製造物が他の製造物の部品又は原材料として使用された場合に、その欠陥が専ら当該他の製造業者が行った設計に関する指示に従ったことにより生じ、かつその欠陥が生じたことにつき過失がないこと。
例えば、テレビの部品に欠陥があったために火災があった場合、テレビの製造業者も部品の製造業者も本法にいう製造業者として、製造物責任を負う。しかし、部品の製造業者がテレビの製造業者の下請けの関係にあり、テレビの製造業者による設計・指示に従って部品が作られた場合は、部品の製造業者にテレビ製造業者と同程度の回避可能性、ひいては帰責性を問うことは困難。そのためにこのような抗弁が認められる。

## 適用徐外
原子力損害の賠償に関する法律第4条第3項の規定により、原子炉の運転等により生じた原子力損害については、本法律は適用徐外とされる。

## 期間の制限
本法に基づく損害賠償請求権は、原則として、損害及び賠償義務者を知ったときから3年の消滅時効、または製造物を引き渡したときから10年の除斥期間により消滅する。
しかし、製造物の使用開始後の一定の期間をおいて予想外の損害を生じるものについては、除斥期間の起算点の特例を置いている。
通常の使用期間を前提とする期間制限を適用すると，その期間の経過後に損害を生じることも考えられ，被害者の保護の面からは必ずしも適当でない場合がある。
- 身体に蓄積した場合，人の健康を害することとなる物質（有機水銀，鉛等）によって生じる損害　（米国では、アスベストによる被害が10年以上して顕在化した例，クロムによるガンが曝露後20年以上経過して顕在化した例など）

- 使用時から一定の潜伏期間を経た後に症状が発現するような損害（米国では、流産防止剤（ＤＥＳ）の副作用が服用後20年程度経過して顕在化した例）

このような場合には、例外的に，責任期間の起算点を「損害が生じた時」として，救済を図っている。

## 準拠法
日本において製造物責任につき準拠法の指定が問題となる場合、当該法律関係の性質が不法行為に該当するものとして法例11条により「其原因タル事実ノ発生シタル地ノ法律」が準拠法になるのか、法例11条の範疇に属しないものとして条理によって準拠法を指定すべきかが争われてきた。
この点、法例を全面改正した法の適用に関する通則法では、市場地である「被害者が生産物の引渡しを受けた地の法」によることを原則とし、例外として、生産物が転々流通するなどして通常予見できない地で引渡しがされた場合については、「生産業者等の主たる事業所の所在地の法（生産業者等が事業所を有しない場合にあっては、その常居所地法）」によることとして、立法的に解決した（18条）。
※　法の適用に関する通則法で「製造物」ではなく「生産物」という語を用いているのは、不動産や未加工の動産を含むなど、対象を製造物責任法にいう「製造物」より広くしているため。